# Oreobates sanderi
Oreobates sanderi is een kikker uit de familie Strabomantidae en werd voor het eerst wetenschappelijk beschreven door Padial, Reichle en De la Riva in 2005. De soort komt voor in Bolivia op verschillende locaties in de provincie La Paz op hoogtes van 1300 tot 2000 meter boven het zeeniveau.